# Rammsfehn
Rammsfehn ist ein Stadtteil von Wiesmoor im Landkreis Aurich in Ostfriesland. Es ist der zweitjüngste Stadtteil Wiesmoors und wurde in den 1930er-Jahren beiderseits der Oldenburger Straße (Landesstraße 12) angelegt. Benannt wurde der Ortsteil nach Eberhard Ramm, Staatssekretär im preußischen Landwirtschaftsministerium. Angelegt wurde der Kolonistenstadtteil für die Arbeiter des Torfkraftwerkes der Nordwestdeutschen Kraftwerke. Bestand Rammsfehn bis zum Zweiten Weltkrieg aus 13 Doppel- und acht Einzelhäusern, so wuchs er nach dem Krieg durch die Ansiedlung von Vertriebenen.